# Branná moc Slovenské republiky
Branná moc Slovenské republiky (slovensky Branná moc Slovenskej republiky, nazývána též Slovenská branná moc a Slovenská armáda) byla v letech 1939–1945 (1944) ozbrojenými silami Slovenského státu. Armáda vznikla společně s vyhlášením Slovenského státu v březnu 1939. Skládala se ze dvou hlavních složek, pozemního vojska a vojenského letectva. Armáda byla ihned nasazena v prvních týdnech své existence v tzv. Malé válce. Později se podílela v září 1939 na Invazi do Polska a v červnu 1941 na Operaci Barbarossa, kde bojovala až do odzbrojení tamních slovenských jednotek Wehrmachtem a Waffen-SS po vypuknutí Slovenského národního povstání v srpnu 1944. Část slovenské armády byla vyslána na italskou frontu v roce 1943.

## Historie

### Vznik
Slovenská armáda vznikla bezprostředně po vyhlášení Slovenské samostatnosti v březnu 1939 usnesením vládního návrhu branného zákona Slovenské republiky. Po vzniku se jejím vrchním velitelem stal v květnu bývalý příslušník Československých legií Ferdinand Čatloš. Již po vzniku armády se vrchní velitelství potýkalo s vážnými problémy, chyběla početná technika a zkušení důstojníci, jelikož většina důstojnického sboru již zaniklé Československé armády byli Češi, kteří měli v nově vzniklém státu zakázáno sloužit v Slovenské armádě a v ostatních státních službách.

### Malá válka
Prvního nasazení se armáda dočkala již ve stejném měsíci jejího vzniku v tzv. Malé válce, kdy bez vyhlášení války Maďarské království napadlo z nedávno anektované Podkarpatské Rusi východní pohraničí Slovenské republiky. V tomto úseku dějin Slovenské armády stále aktivně sloužili čeští důstojníci, kteří byli nakonec po ukončení bojů s Maďarskem degradováni a vyhoštěni z armády. Přes mírovou početnou přesilu slovenských jednotek si Slovenská armáda své vítězství neuhájila kvůli nedostatku techniky. Boje na východním úseku slovenského pohraničí trvaly od 23. až do 31. března 1939, kdy byla vypracována nová demarkační linie, jež přičlenila nejvýchodnější část Slovenska k Maďarsku. Na slovenské straně bylo oficiálně zaznamenáno 22 padlých, 360 slovenských a 311 českých zajatců. Tento časově krátký první konflikt se stal důvodem reformy a modernizace Slovenské armády v následujícím roce.

### Invaze do Polska
Druhé nasazení armády proběhlo v září 1939 během Invaze do Polska, kdy na rozkaz tehdejšího slovenského ministra obrany generála Čatloše vzniklo armádní uskupení Polní armáda „Bernolák“. Tato armáda se skládala z celkem tří divizí, 1. divize „Jánošík“, 2. divize „Škultéty“ a 3. divize „Rázus“. Celkový počet vojáků všech tří divizí byl 51 306 mužů. Armáda se zapojila do bojů s Polskou armádou hned bezprostředně po vyhlášení války Polsku Německou říší 1. září. V ranních hodinách 1. divize překročila polsko-slovenské hranice u Prešova, kde následně obsadila původní polsko-slovenské hranice z období 1. republiky. Následně divize postupovala zhruba 30 km do nepřátelského území a zastavila se u města Nowy Targ, 9. září se většina divize stáhla zpět za polské hranice. 2. divize sloužila jako záložní divize a bojů s polskými jednotkami se přímo nezúčastnila. Po dobytí většiny území na úseku polsko-slovenské hranice byla 16. září pověřena vyčistěním a zajištěním území mezi městy Liszna, Jabłonki, Baligrod, Sanok, Krosno a Dukla.